# Qasemabad
Qāsemābād (farsi قاسم‌آباد) è una città della provincia di Khvaf, circoscrizione di Jalgheh Zozan, nella regione del Razavi Khorasan in Iran. Aveva, nel 2006, una popolazione di 4.022 abitanti. 